# Весільний бенкет
«Весільний бенкет» (англ. The Wedding Banquet); кит.: 喜宴) — тайвансько-американська романтична комедія 1993 року про гея-іммігранта з Тайваню та жінку з континентального Китаю, що заручилися: він задля того, щоб заспокоїти батьків, а вона щоб отримати зелену картку. Але їх план розвалюється, коли його батьки приїжджають до Америки та влаштовують бенкет.
Головні ролі зіграли Вінстон Чао, Мей Чинь і Мітчелл Ліхтенштайн. Зйомки картини, режисером якої виступив Енґ Лі, проходили на Тайвані і в США.
Весільний бенкет — перший з трьох фільмів, які Енґ Лі зробив про геїв. Друга стрічка — Горбата гора, а третя — Взяття Вудстока.

## Сюжет
Ґао Вей-Тун (Вінстон Чао) і Саймон (Мітчелл Ліхтенштайн) — звичайна щаслива гей-пара з Мангеттену. Але батьки Вей-Туна, які не знають про його орієнтацію, хочуть, щоб він одружився і завів дітей. Вони починають підшукувати йому наречену, яка повинна бути  оперною співачкою, дуже високою і володіти п'ятьма мовами. За наполяганням Саймона,Вей-Тун вирішує одружитися з бідною художницею з континентального Китаю Вей-Вей (Мей Чинь), яка потребувала зелену картку. Крім допомоги Вей-Вей, Вей-Тун сподівався заспокоїти батьків. Дізнавшись про майбутню подію, батьки вирішують витратити 30 000 доларів на проведення весільного бенкету, і з цією метою приїжджають у США. Але Вей-Тун не може розповісти батькам про справжній стан справ, оскільки його батько недавно оговтався від інсульту. Після бенкету Вей-Вей спокушає п'яного Вей-Туна і вагітніє. Дізнавшись про те, що сталося, Саймон засмучується і його відносини з Вей-Туном погіршуються. Але Вей-Тун вирішує розповісти матері правду. Вражена, вона наполягає, щоб він нічого не розповідав батькові. Але проникливий батько все розуміє, і таємно говорить Саймону, що знає про їхні стосунки. Вей-Вей вирішує залишити дитину і пропонує Саймону і Вей-Туну бути її батьками. Батьки , прийнявши вибір сина, відлітають додому.

## У ролях
- Вінстон Чао — Ґао Вей-Тун (трад. кит. 高偉同; спр. кит. 高伟同; піньїнь Gāo Wěitóng)
- Мітчелл Ліхтенштайн — Саймон (трад. кит 賽門; піньїнь Sàimén)
- Мей Чинь —  Ґу Вей-Вей  (трад. кит. 顧葳葳; піньїнь Gù Wēiwēi)
- Ґу Я-лей — Ґао Му, мати Вей-Туна (трад. кит. 高母; піньїнь Gāo mǔ)
- Лан Сюн — Ґао Фу, батько Вей-Туна (трад. кит. 高父; піньїнь Gāo fǔ)

## Нагороди
Фільм отримав номінацію на премію Оскар і Золотий глобус у категорії «Найкращий іноземний фільм». Також, в 1993 році фільм виграв «Золотого ведмедя» на Берлінському кінофестивалі.

## Критика
На Rotten Tomatoes фільм отримав рейтинг 94 % і 7,5 балів з 10.

## Примітка
1. 1 2  Person Profile // Internet Movie Database — 1990.
2. 1 2 3 4 5  http://www.imdb.com/title/tt0107156/fullcredits
3. 1 2  ČSFD — 2001.
4. ↑  The Wedding Banquet. Архів оригіналу за 13 листопада 2018. Процитовано 13 листопада 2018.
5. ↑  The Wedding Banquet. Архів оригіналу за 9 квітня 2019. Процитовано 13 листопада 2018.